# Броккельман, Карл
Карл Броккельман (нем. Carl Brockelmann; 17 сентября 1868, Росток — 6 мая 1956, Галле) — немецкий востоковед (арабистика, семитология).

## Биография
Ученик Т. Нёльдеке. В 1900 году стал доцентом в университете Берлина, в 1903 году - профессором в университете Кенигсберга. В 1910 году он принял приглашение в Университет Галле, в 1922 году стал профессором Берлинского университета, в 1923 году он вернулся в Бреслау, где вышел на пенсию в 1936 году. Последние годы жизни провел в Галле, где продолжал преподавать до 88 лет. Внес значительный вклад в разработку стандарта DIN 31635 (транскрипция арабского алфавита), принятого на Международном конгрессе востоковедов в Риме в 1936 году.

## Научное наследие
Из его трудов наибольшее значение имеет биобиблиографический справочник "История арабской литературы" — свода сведений об арабских и арабоязычных писателях и учёных, в т. ч. об историках VII—XX веков). Появление этого труда, по словам И. Ю. Крачковского, "составило эпоху в науке".
Работа "История мусульманских народов и государств" также содержит обширный фактический материал.

### Труды
- Geschichte der syrischen und christlich-arabischen Literatur. — Leipzig, 1907.
- Grundriss der vergleichenden Grammatik der semitischen Sprachen. — Bd. 1—2. — Berlin, 1908—1913.
- Geschichte der christlichen Literaturen des Orients. — 2. Aufl. — Leipzig, 1909.
- Semitische Sprachwissenschaft. — 2. Aufl. — Berlin—Leipzig, 1916.
- Lexicon Syriacum. — 2. Aufl. — Halle, 1928.
- Syrische Grammatik. — Leipzig, 1938.
- Geschichte der islamischen Völker und Staaten. — Berlin—München, 1939.
- Geschichte der arabischen Litteratur. — Bd. 1—2. 2. Aufl. — Leiden, 1943—1949 (Supplementbände 1—3. — Leiden, 1937—1942).
- Abessinische Studien. — Berlin, 1950.
- Arabische Grammatik. — 13. Aufl. — Leipzig, 1953.
- Osttürkische Grammatik der islamischen Literatur-Sprachen Mittelasiens. — Leiden, 1954.
- Syrische Grammatik. — 7. Aufl. — Leipzig, 1955.
- Hebräische Syntax. — Neukirchen, 1956.
- Arabische Grammatik. — Berlin, 1904; Leipzig, 1960.